# Мір Вайс
Мір Вайс (пушту ميرويس خان هوتک; нар. 1673–1715) — 1-й емір Великого Кандагару в 1709—1715. Засновник династії Хотакі. Мав також почесні прізвиська «Ніке» і «Баба». Національний герой Афганістану.

## Життєпис
Походив із хеля (роду) шах-алам племені хотакі племенного пуштунського об'єднання гільзаїв. Його предки були вождями племені хотакі. Онук Мір Алі-хана і син Салім-хана. Згодом сам став вождем хотакі. Також обіймав посаду калантара (купецького старшини) Кандагара, був багатим купцем, накопичим чималі статки, отриманні у торгівлі з Імперією Велоиких Моголів.
Водночас поступового зростало невдоволення кандагарських купців та частини гільзаїв політику шахів (Кандагар на той час належав Персії). Так, утиски Абдулли-хана, призначеного в 1698/1699 року біглербегом Кандагару, призвели до заворушень. Йому протистояв Мір Вайс, який поступово очолив усіх гільзаїв. Зрештою очолив повстання. Втім йому протистояло плем'я абдалі на чолі з Даулат-ханом, який зберіг вірність шахові. Новий беклербег Наваз-Гюрген-хан виступив проти Мір Вайса, якого 1706 року переміг та полонив. Його було відправлено до Ісфагану.
Мір Вайс зумів налагодити відносини з шахом Солтан Хусейном, отримав дозвіл на паломництво до Мекки. Водночас намагався налаштувати шахапроти Наваз гурген-хана, звинувачуючи того у намірі стати незалежним правителем Кандагару і Керману, де той набувна той час політичного і військового впливу.
У Мецці Мір Вайс розмовляв з вищими улемами і отримав від них фетву, що виправдовувало повстання сунітів проти шиїтів Персії. Повернувся 1708 року, після чого отримав дозвіл перебратися до Кандагару. Тут розповів вождям гільзаїв про станговище при шахському дворі, про слабкість влади, бесіди з улемами і розпочав підготовку до великого повстання. Він підбурив плем'я таїнів перестати сплачувати данину до Кандагару. Водночас начебто вирішив замиритися з Наваз Гюрген-ханом, який був невдаволений, що Мір Вайс повернув собі посаду калантара. 1709 року Мір Вайс відправив беклербегу дівчину, яку видав за свою доньку. Після цього за різними відомостями: влаштував урочистості, на які заманив Наваз Гюрген-хана, якого вбив; або влаштував засідкуостанньомупідчас походутого проти племені какарів. За цим раптово напав на залогу Кандагару, яку знищив.
Шах відправив декілька посланців до Мір Вайса обіцяючи тому прощення у випадку повернення до Кандагару перської залоги. Втім обидві сторони тягнули час для підготовки до військових дій. Невдовзі Мір Вайс оголосив себе еміром Великого Кандагару (територія охоплювала сучасні провінції Гільменд, Кандагар, Фарах, Урузган, Німруз, Забуль, Белуджистан).
У листопаді 1709 проти гільзаїв виступив Кайхосро, небіж Наваз Гюрген-хана, який завдав поразки Мір Вайсу, але через погодні умови, нестачу харчів та партизанські дії гільзаїв. 
У 1710 відправлено нову перську армію, але Мір Вайс завдав їй поразки. Після цього протягом наступних 1,5 роки перси 4 рази здійснювали походи проти еміра Кандагару, але недосяг успіху. Під час третього походу перси під командуванням Мухаммед-хана, валі Тебріза, підійшли до Фараху, але знову азнали поразки, а мухаммад-хан з синами потрапив у полон.
У жовтні 1711 Мір Вайс в битві біля Гірішки зазнав поразки від Кайхосро, що знову очолив похід, який взяв в облогу Кандагар. В свою чергу Мір Вайс перерізав ворожі лінії постачання, спустошував землі навколо Кандагару та загрожував комунікаціям супротивника. Кайхосро намагався якомога довше тримати облогу, здійснюючи постійні штурми міста. Втім постійні атаки та нестача харчів зменшило перську армію з 42 до 16 тис. вояків. У вирішальній битві неподалік від Кандагару Мір Вайс завдав поразки Кайхосро, який загинув.
У 1713—1714 іранські війська під орудою Мухаммеда Рустем-хана двічі намагалися захопити Кандагар, але зазнали поразок.
Помер у листопаді 1715. Поховано у гробниці в районі Кокаран Кандагару. Йому спадкував брат Мір Абдул-Азіз.

## Пам'ять
У Кандагарі є район під назвою Мірвайс-Міна, також лікарня «Мір Вайс Шпитань», середня школа та бізнес-центр. У Афганістані також є школи та низка установ чи місць, побудованих на його честь.